# Rayssa Leal
Jhulia Rayssa Mendes Leal (født 4. januar 2008) er en brasiliansk professionel skateboarder.

## Karriere
Hun kom på 4. pladsen i "Street" ved X Games Norge 2019.
Under sommer-OL 2020 i Tokyo, som blev afholdt i 2021, vandt hun sølv.
Ved sommer-OL 2024 i Paris vandt hun bronze.